# 반트 퓌어 아프리카
반트 퓌어 아프리카(Band für Afrika)는 아프리카를 위한 기금을 모으기 위한 목적으로 독일 예술가들의 공동 프로젝트였다. 1984년 밥 겔도프와 밋지 유르에 의해 영국에서 조직된 영국 프로젝트 밴드 에이드가 이것의 좋은 예이다.
그 프로젝트는 1985년 시작되었다. 바람 속의 나체라는 노래의 가사는 헤르베르트 그뢰네마이어의 음악인 볼프강 니데켄(BAP)에 의해 쓰여졌다. 1985년 1월, FSM 스튜디오에서 TV 프로그램 포뮬라 1의 비디오 클립이 녹화되었다. 관련된 모든 예술가들과 음반 회사들은 그들의 수수료를 면제받았다. 그 노래는 히트 퍼레이드에서 3위에 올랐다.
반트 퓌어 아프리카는 13일에 결성되었다. 1985년 7월 쾰른에서 열린 라이브 에이드 콘서트에서 나체 임 윈드라는 제목이 전 세계에 방송되었다. 게다가, 탈영병들은 1987년 ARD에서 마지막 록팔라스트 밤을 위해 볼프 마안에 의해 함께 노래되었다.